# Catalina Tomás
Santa Catalina Tomás Gallard  (Valldemosa, España, 1 de mayo de 1531 - Palma de Mallorca, 5 de abril de 1574) fue una religiosa española y santa de la Iglesia católica, encargado del proceso de canonización fue el Obispo Bernardo Cotoner y de Oleza, fue 
beatificada en 1792 por Pío VI y canonizada en 1930 por Pío XI. En Mallorca es conocida por el nombre de la beata o la beateta. Su fiesta se celebra el 28 de julio. Es la primera santa nativa de las Islas Baleares.

## Biografía
Fue la sexta de siete hermanos que quedaron huérfanos desde 1541, año en el que murieron la madre y el abuelo paterno (el padre había muerto antes, en 1535). Tuvo la suerte de contar con la amistad de una familia acomodada gracias a la cual tuvo acceso a clases particulares, lo que le permitió ser una persona con una buena educación intelectual. Ingresó en 1555 en la orden de Canonesas Regulares de San Agustín, y dedicó gran parte de su vida a la oración, rechazando el cargo de superiora cuando se lo ofrecieron. Pronto se supo de la sabiduría y prudencia de la monja y fueron muchas las personas, tanto ricas como pobres, que acudían al locutorio para buscar su consejo y ayuda. Tal fue el caso de Diego de Arnedo, obispo de Mallorca. Se habla experiencias místicas vividas en el convento, así como de visiones en las que se le aparecían santos y ángeles y que le permitían prever el futuro. Murió en 1574, en el convento de Santa Magdalena en Palma.
Sus Cartes Espirituals (Cartas Espirituales) son una pequeña joya de una elevada e íntima espiritualidad mística.
El cuerpo incorrupto de Catalina Tomás reposa en un ataúd de cristal en la iglesia de Santa María Magdalena de Palma, en la Plaza de Santa Magdalena.

## Cultura popular
Especialmente en Valldemosa, pero en general en toda la isla de Mallorca, está muy presente santa Catalina Thomàs dentro de la cultura popular. En el municipio de Valldemosa se celebran fiestas en su honor el 28 de julio, cada primer domingo de septiembre tienen lugar en Santa Margarita, y el tercer sábado de cada mes de octubre se celebran en Palma de Mallorca.